# Senhalens
Senhalens (en francès Seignalens) és un municipi francès situat al departament de l'Aude i a la regió d'Occitània.